# Zona de Planificación 4 de Ecuador

## Regió Pacífico
La Región Pacífico o Zona 4 de Planificación es una de las nueve zonas de planificación en que se organiza el Ecuador y está conformada por las actuales provincias de Manabí y Santo Domingo de los Tsáchilas.
Por el Decreto Ejecutivo n.º 357, publicado en el Registro Oficial n.º 205, del 2 de junio de 2010, se crearon las zonas de planificación, y en el Registro Oficial n.º 290, del 28 de mayo de 2012, se publicó la correspondiente norma de creación de los distritos y circuitos de planificación.

## Planificación de la Zona 4

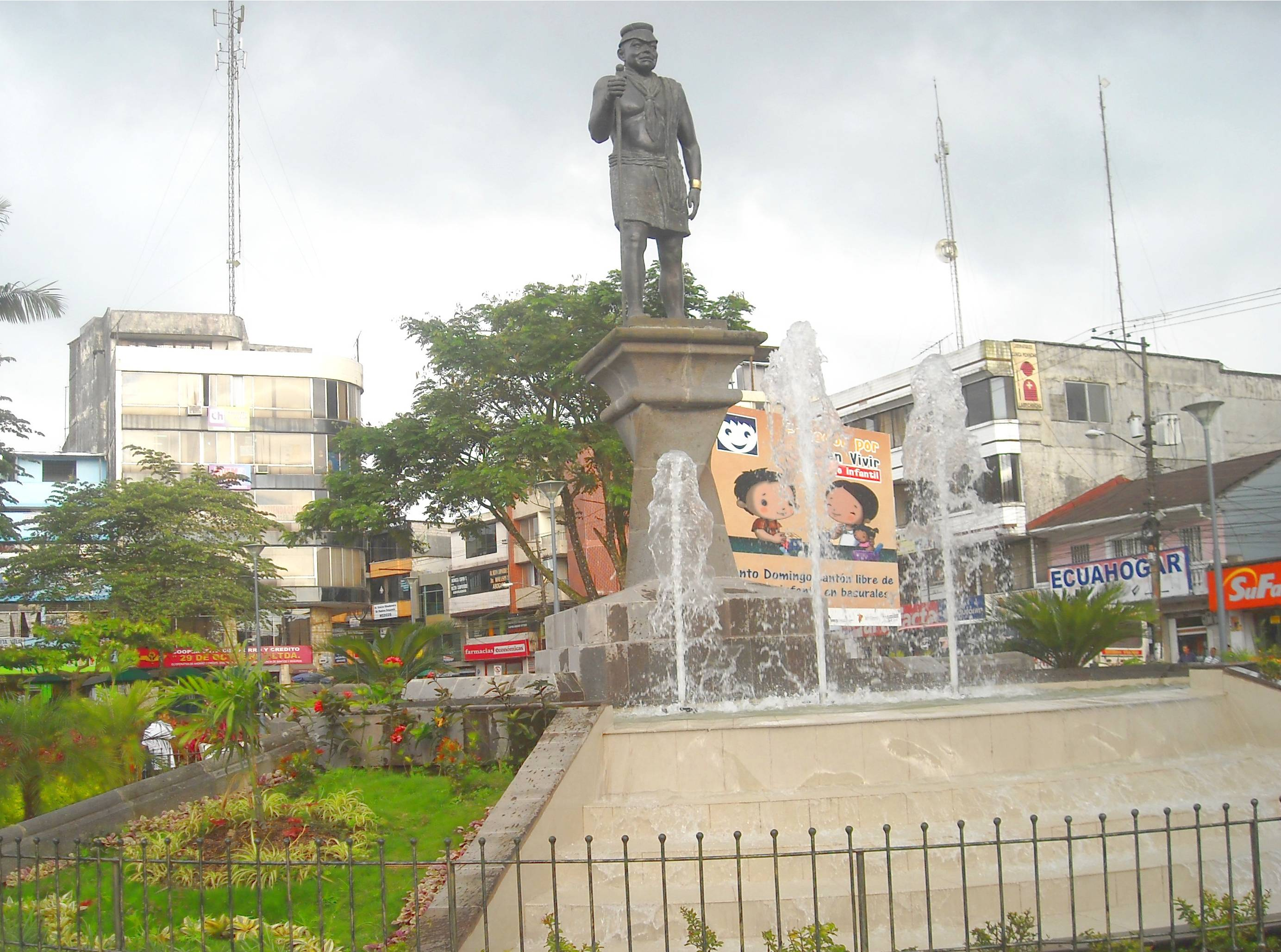
Monumento a Abraham Calazacón, líder del pueblo tsáchila o colorado, erigido en el Parque Zaracay de la ciudad de Santo Domingo, capital de la provincia de Santo Domingo de los Tsáchilas.

La Zona 4 de Planificación está conformada por 15 distritos y 155 circuitos de planificación.
- Provincia de Manabí (12 distritos de planificación y 22 cantones)

| Provincia                              | Código del distrito | Cantón               | Código del Circuito  | Descripción del Circuito (Parroquias) |
| -------------------------------------- | ------------------- | -------------------- | -------------------- | ------------------------------------- |
| Manabí                                 | 13 - D - 01         | Portoviejo           | 13 - D - 01 - C - 01 | Portoviejo                            |
| Manabí                                 | 13 - D - 01         | Portoviejo           | 13 - D - 01 - C - 02 | Portoviejo                            |
| Manabí                                 | 13 - D - 01         | Portoviejo           | 13 - D - 01 - C - 03 | Portoviejo                            |
| Manabí                                 | 13 - D - 01         | Portoviejo           | 13 - D - 01 - C - 04 | Portoviejo                            |
| Manabí                                 | 13 - D - 01         | Portoviejo           | 13 - D - 01 - C - 05 | Portoviejo                            |
| Manabí                                 | 13 - D - 01         | Portoviejo           | 13 - D - 01 - C - 06 | Portoviejo                            |
| Manabí                                 | 13 - D - 01         | Portoviejo           | 13 - D - 01 - C - 07 | Portoviejo                            |
| Manabí                                 | 13 - D - 01         | Portoviejo           | 13 - D - 01 - C - 08 | Portoviejo                            |
| Manabí                                 | 13 - D - 01         | Portoviejo           | 13 - D - 01 - C - 09 | Portoviejo                            |
| Manabí                                 | 13 - D - 01         | Portoviejo           | 13 - D - 01 - C - 10 | Crucita                               |
| Manabí                                 | 13 - D - 01         | Portoviejo           | 13 - D - 01 - C - 11 | Chirijos                              |
| Manabí                                 | 13 - D - 01         | Portoviejo           | 13 - D - 01 - C - 11 | Alhajuela (Bajo Grande)               |
| Manabí                                 | 13 - D - 01         | Portoviejo           | 13 - D - 01 - C - 12 | Riochico (Río Chico)                  |
| Manabí                                 | 13 - D - 01         | Portoviejo           | 13 - D - 01 - C - 12 | Pueblo Nuevo                          |
| Manabí                                 | 13 - D - 01         | Portoviejo           | 13 - D - 01 - C - 13 | Abdón Calderón (San Francisco)        |
| Manabí                                 | 13 - D - 01         | Portoviejo           | 13 - D - 01 - C - 14 | San Plácido                           |
| Manabí                                 | 13 - D - 02         | Manta                |                      |                                       |
| Manabí                                 | 13 - D - 02         | Montecristi          |                      |                                       |
| Manabí                                 | 13 - D - 02         | Jaramijó             |                      |                                       |
| Manabí                                 | 13 - D - 03         | Jipijapa             |                      |                                       |
| Manabí                                 | 13 - D - 03         | Puerto López         |                      |                                       |
| Manabí                                 | 13 - D - 04         | Santa Ana            |                      |                                       |
| Manabí                                 | 13 - D - 04         | Veinticuatro de Mayo |                      |                                       |
| Manabí                                 | 13 - D - 04         | Olmedo               |                      |                                       |
| Manabí                                 | 13 - D - 05         | El Carmen            |                      |                                       |
| Manabí                                 | 13 - D - 06         | Bolívar              |                      |                                       |
| Manabí                                 | 13 - D - 06         | Junín                |                      |                                       |
| Manabí                                 | 13 - D - 07         | Chone                |                      |                                       |
| Manabí                                 | 13 - D - 07         | Flavio Alfaro        |                      |                                       |
| Manabí                                 | 13 - D - 08         | Pichincha            |                      |                                       |
| Manabí                                 | 13 - D - 09         | Paján                |                      |                                       |
| Manabí                                 | 13 - D - 10         | Pedernales           |                      |                                       |
| Manabí                                 | 13 - D - 10         | Jama                 |                      |                                       |
| Manabí                                 | 13 - D - 11         | Sucre                |                      |                                       |
| Manabí                                 | 13 - D - 11         | San Vicente          |                      |                                       |
| Manabí                                 | 13 - D - 12         | Rocafuerte           |                      |                                       |
| Manabí                                 | 13 - D - 12         | Tosagua              |                      |                                       |
| Registro oficial Distritos y Circuitos |                     |                      |                      |                                       |

- Provincia de Santo Domingo de los Tsáchilas (3 distritos de planificación y 2 cantones)
  - 23-D-01: cantón Santo Domingo (solo en parte: las parroquias rurales de San José de Alluriquín,
Luz de América, El Esfuerzo y Santa María del Toachi, así como las parroquias urbanas de Río Verde,
Santo Domingo, Zaracay, Río Toachi y Chiguilpe).
  - 23-D-02: cantón Santo Domingo (solo en parte: las parroquias rurales de San Jacinto del Búa,
Valle Hermoso y Puerto Limón, así como las parroquias urbanas de Abraham Calazacón y Bombolí).
  - 23-D-03: cantón La Concordia (íntegro).

Nota: Los códigos de los distritos y circuitos de planificación constan de estos elementos: "número de provincia+D+número de distrito[+C+número de circuito]".